# Sheij Yarrah

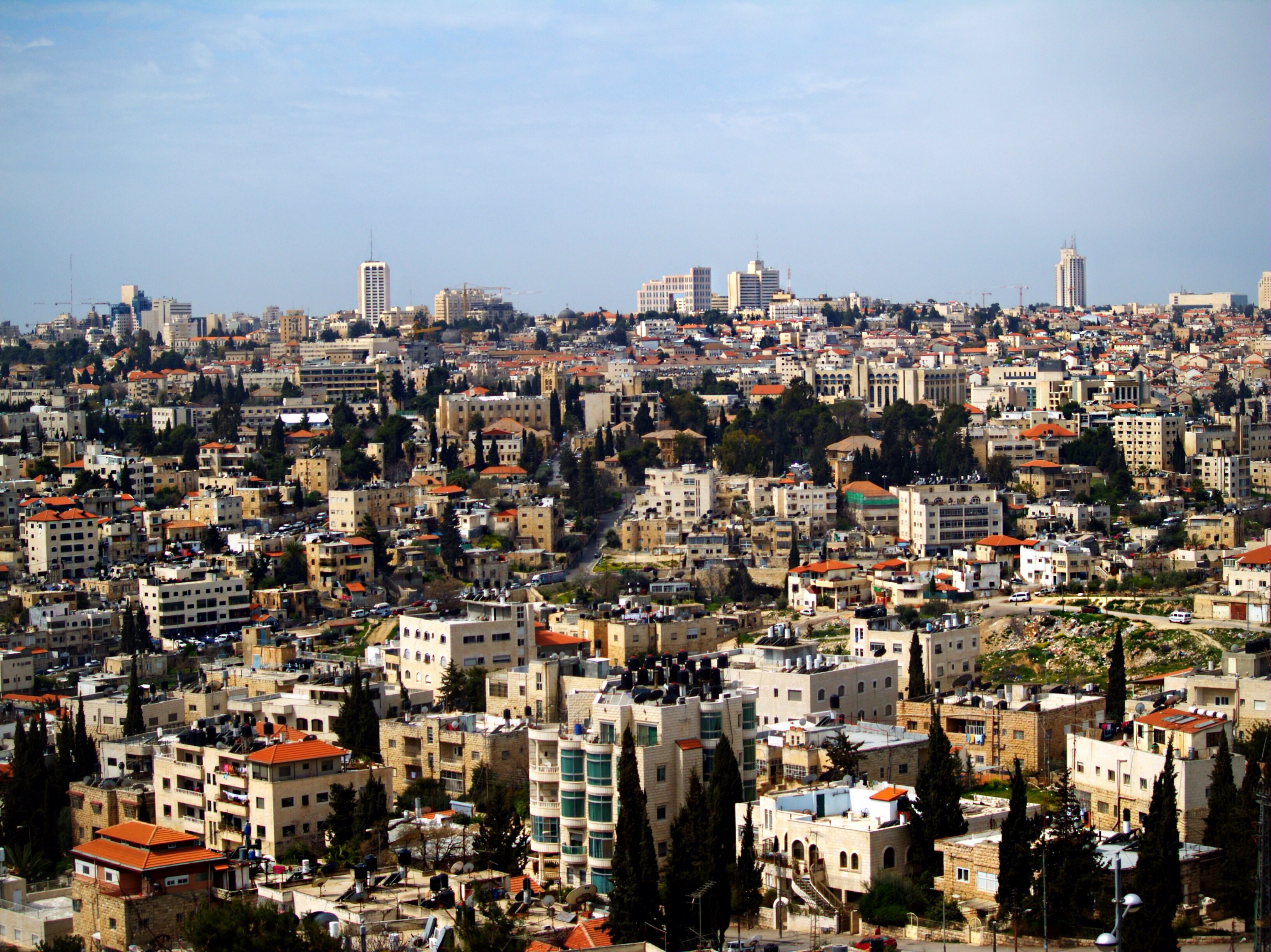
Barrio de Sheij Yarrah. Al fondo, el centro de la ciudad de Jerusalén.

Sheij Yarrah (en árabe: الشيخ جراح‎, hebreo: שייח' ג'ראח: שייח' ג'ראח), también conocido como Sheikh Yarrah o Sheikh Jarrah, es un barrio predominantemente palestino en Jerusalén Este, a unos 2 kilómetros al norte de la Ciudad Vieja, en la carretera hacia el Monte Scopus. Tiene una población aproximada de unos 3000 habitantes y recibe su nombre de la tumba del siglo XIII del jeque (sheij) Yarrah, un médico de Saladino, que se ubica en sus proximidades. El barrio moderno fue fundado en 1865 y se convirtió gradualmente en centro residencial de la élite musulmana de Jerusalén, y en especial de la familia al-Husayni. Tras la guerra árabe-israelí de 1948, quedó en tierra de nadie entre la Jerusalén Este, ocupada por Jordania, y la Jerusalén Oeste, ocupada por Israel. La mayoría de su población palestina actual desciende de los refugiados expulsados del barrio jerosolimitano de Talbiya en la guerra de 1948. Tras la guerra de los Seis Días en 1967, Israel mantiene ocupado Sheij Yarrah junto con el resto de Jerusalén Este.  A día de hoy, es el centro de una serie de litigios legales por la propiedad de sus viviendas entre palestinos e israelíes, si bien la población palestina entiende la situación como un intento por parte de las autoridades israelíes de expulsarlos de la ciudad. El posible desahucio de decenas de palestinos de sus hogares fue una de las causas del conflicto entre la Franja de Gaza e Israel de 2021.

## Historia

### Fundación en elsigloXII

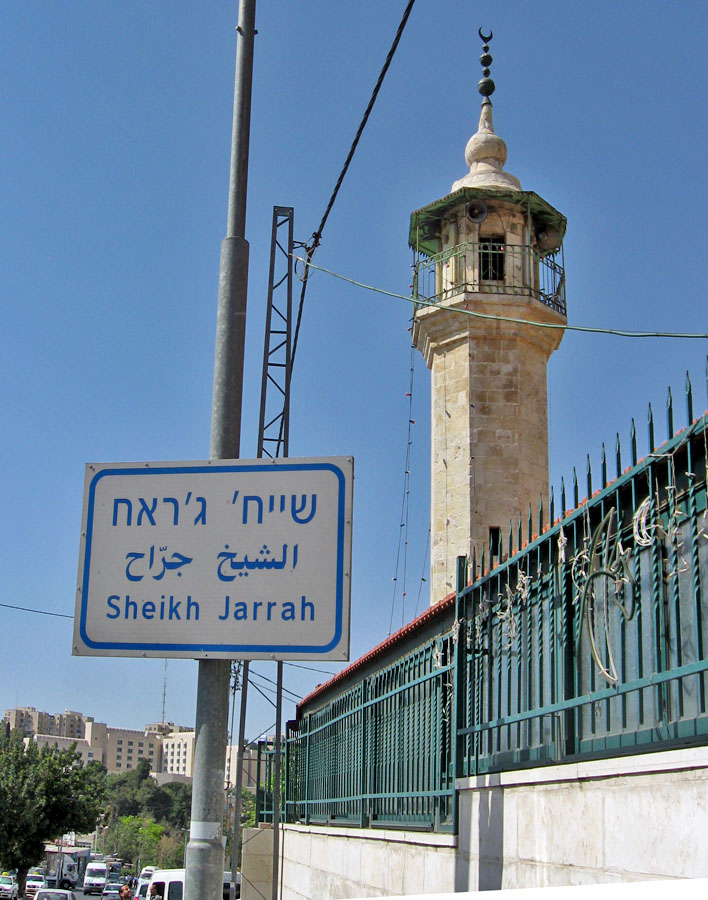
Entrada a Sheij Yarrah

El barrio árabe de Sheij Yarrah fue originalmente un pueblo bautizado en honor a Hussam al-Din al-Yarrahi, un emir y médico personal de Saladino, el líder militar musulmán cuyo ejército recuperó Jerusalén de manos de los Cruzados en el siglo XII. El jeque (sheij) Hussam recibió el título honorífico de yarrah (جراح), que significa "sanador" o "cirujano" en árabe.
El jeque Yarrah estableció un zawiya (pequeña mezquita o escuela) conocida como la Zawiya Yarrahiyya. Posteriormente, fue enterrado bajo la escuela. En 1201 se construyó una tumba en su honor que se convirtió en destino de devotos y viajantes. Un edificio de piedra de dos plantas con un molino de harina, el Qasr el-Amawi, se construyó frente a la tumba en el siglo XVII.

### Desarrollo en elsigloXIX
El barrio de Sheij Yarrah se ubicó en las laderas del Monte Scopus. Los trabajos de construcción del actual barrio residencial comenzaron en 1865 de manos de un importante notable local, Rabah al-Husayni, quien construyó una gran casa de campo entre los olivares cercanos a la tumba del jeque Yarrah, en los exteriores de la Puerta de Damasco. Su decisión estimuló a muchos otros notables musulmanes de la Ciudad Vieja, incluyendo la familia de los Nashashibis, que se trasladaron al lugar y construyeron nuevas casas en las elitistas zonas norte y este del vecindario. Sheij Yarrah comenzó a crecer como núcleo poblacional musulmán entre las décadas de los 1870 y los 1890. De esta manera, se convirtió en el primer barrio de Jerusalén de mayoría musulmana fuera de los muros de la Ciudad Vieja. En la parte occidental, las casas eran más pequeñas y estaban más distanciadas unas de otras.
Sheij Yarrah se conoció localmente como el "Barrio Husayni" debido al hecho de que la casa de su fundador, Rabah al-Husayni, se convirtió en el núcleo del barrio. Otros miembros de la familia Husayni se fueron estableciendo gradualmente allí, incluido el alcalde de Jerusalén Salim al-Husayni, así como Shukri al-Husayni, tesorero del Ministerio de Educación en la capital otomana, Estambul. Otro notables que se trasladaron al barrio fueron Faydi Efendi Shaykh Yunus, Custodio de la Mezquita de Al-Aqsa y la Cúpula de la Roca, y Rashid Efendi al-Nashashibi, un miembro del Consejo Administrativo del Distrito. En 1895 se construyó una mezquita sobre la tumba del jeque Yarrah, en la Carretera de Nablus, al norte de la Ciudad Vieja y de la Colonia Americana. En 1898 se construyó también en el barrio la St. George School anglicana, que pronto se convirtió en la institución de educación secundaria a la que la élite de Jerusalén enviaba a sus hijos.

### Comienzos delsigloXX

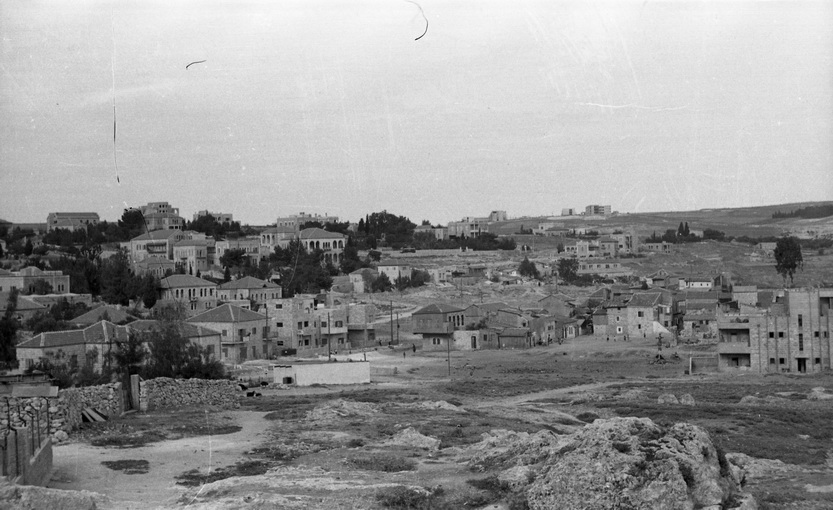
Sheij Yarrah, 1936

Según el censo otomano de 1905, la nahiya (subdistrito) de Sheij Yarrah constaba de los barrios musulmanes de Sheij Yarrah, Hayy el-Husayni, Wadi al-Joz y Bab ez-Zahira, así como de los barrios judíos de Shim'on Hatsadik y Nahalat Shim'on. Tenía una población de 167 familias musulmanas (aprox. 1250 personas), 97 familias judías y 6 familias cristianas. Contenía la mayor concentración población musulmana de Jerusalén fuera de la Ciudad Vieja. La mayoría de la población musulmana había nacido en Jerusalén, con hasta 185 residentes pertenecientes a la familia al-Husayni. Un número más pequeño provenía de otras partes de Palestina, y en concreto de Hebrón, Jabal Nablus y Ramla, así como de otras partes del imperio otomano como Damasco, Beirut, Libia y Anatolia. La población judía incluía a askenazíes, sefardíes y judíos magrebíes, mientras que los cristianos eran mayoritariamente protestantes. En 1918, el barrio de Sheij Yarrah, perteneciente a la nahiya homónima, tenía aproximadamente 30 casas.

### Ocupación jordana e israelí

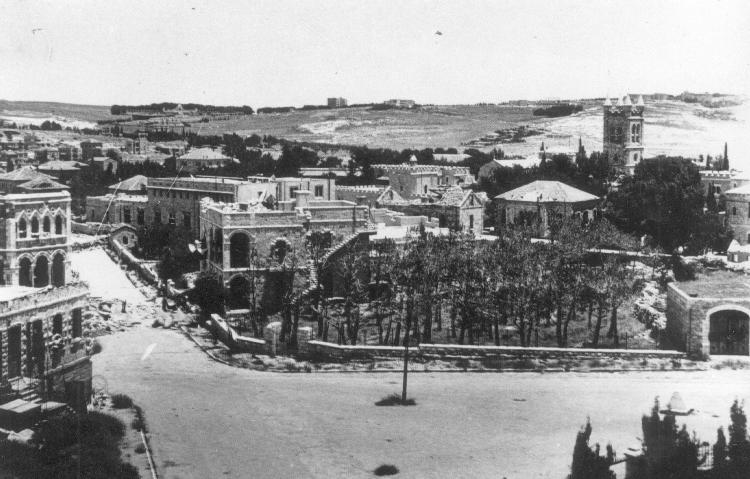
Sheij Yarrah durante la breve ocupación por parte de la Brigada Hare (Palmaj), el 24 de abril de 1948

El 29 de noviembre de 1947, la Asamblea General de las Naciones Unidas aprobó la resolución 181, más conocida como el Plan de Partición de Palestina, que impulsaba la creación de un estado judío y uno árabe en el territorio del Mandato Británico de Palestina. La zona alrededor de las ciudades de Jerusalén y Belén se consideraría un corpus separatum administrado por la propia ONU. Durante la guerra árabe-israelí de 1948, el 13 de abril de 1948, el ataque en el barrio de Sheij Yarrah sobre un convoy del Hospital Hadassah resultó en la muerte de 78 judíos, la mayoría de ellos doctores y enfermeros. Al iniciarse las hostilidades, el Monte Scopus quedó aislado de Jerusalén Oeste. El 24 de abril, la Haganá lanzó un ataque sobre Sheij Yarrah como parte de la Operación Yevusi, pero se vieron obligados a retroceder tras la intervención del ejército británico.

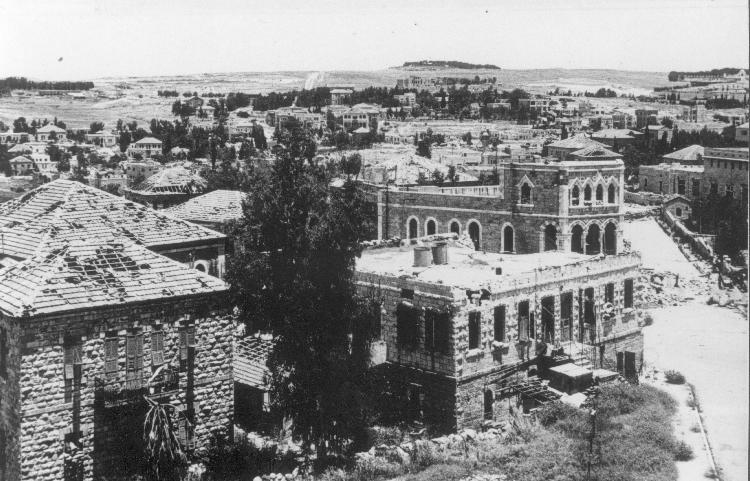
Sheij Yarrah tras la Operación Yevusi

A partir de 1948, Sheij Yarrah quedó en los límites de la tierra de nadie patrullada por la ONU entre Jerusalén Oeste y el enclave israelí de Monte Scopus. Un muro se extendía entre Sheij Yarrah y la Puerta Mandelbaum, dividiendo la ciudad. En 1956, el gobierno jordano trasladó a 28 familias palestinas a Sheij Yarrah que habían sido expulsadas de sus hogares en la zona ocupada por Israel durante la guerra de 1948. Dado que la transferencia de propiedades de manera permanente en territorio ocupado está prohibida por el Cuarto Convenio de Ginebra, la zona quedó bajo la jurisdicción del Custodio Jordano de Propiedad Enemiga.
Durante la Guerra de Seis Días de 1967, Israel ocupó militarmente una serie de territorios entre los que se incluye Jerusalén Este, y por lo tanto Sheij Yarrah. En 1972, el Comité de la Comunidad Sefardí y el Comité Knesset Yisrael fueron a juicio para reclamar sus propiedades en el barrio. En 1980, Israel aprobó la Ley de Jerusalén, por la que se anexionaba la parte oriental de la ciudad conquistada en 1967, declarando a Jerusalén su "capital eterna e indivisible". Sin embargo, mediante la resolución 478, la ONU declaró que dicha anexión "constituye una violación del derecho internacional", la condenó "en los términos más enérgicos" y, como medida de protesta, solicitó a sus Estados miembros que retirasen sus embajadas de Jerusalén. A día de hoy, ningún país del mundo mantiene sus embajadas en Jerusalén ni reconoce a dicha ciudad como capital de Israel. En 1982, reclamaron el pago de un alquiler por estas propiedades y el Tribunal Supremo de Israel falló en su favor. Los habitantes de estas casas pudieron permanecer en ellas mientras pagaran alquiler.

## Consulados y misiones diplomáticas
Durante la década de 1960 muchos consulados y misiones diplomáticas abrieron en Sheij Yarrahː el consulado británico en el 19 de la Calle Nashashibi, el consulado turco en el 20 de la misma calle, y los consulados belga, sueco y español, así como la misión de la ONU, en la calle Saint George.
Sin embargo, como medida de protesta por la anexión unilateral de Jerusalén Este por parte de Israel en 1980, ningún país mantiene sus embajadas en Jerusalén, ubicándolas preeminentemente en Tel Aviv.
Tony Blair, enviado del Cuarteto de Madrid, se aloja en el American Colony Hotel cuando visita la región.

## Transporte
La principal calle del barrio, la Carretera de Nablus, formó anteriormente parte de la ruta 60. Durante la década de 1990 se construyó hacia el oeste de Sheij Yarrah una nueva autovía de dos carriles en cada dirección y un carril bus separado. En el carril bus se instalaron raíles por los que discurre, desde 2010, la Línea Roja del Tren Ligero de Jerusalén.

## Desahucios

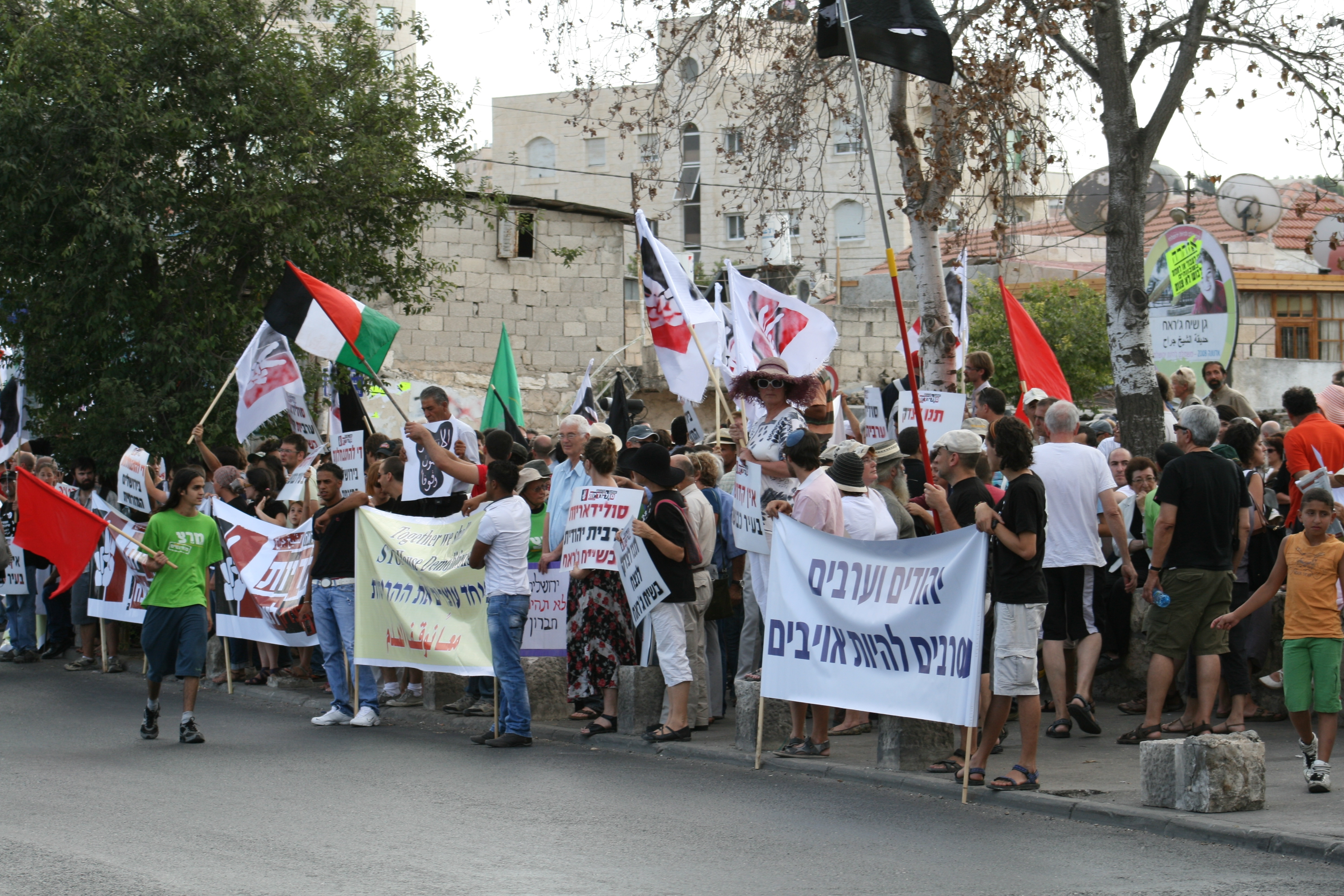
Manifestación en Sheij Yarrah contra el desahucio de familias palestinas

Una serie de grupos judíos buscan obtener la propiedad de diversas viviendas de Sheij Yarrah de las que afirman que en algún momento pertenecieron a judíos, incluidos el complejo del Hotel Shepherd, el Viñedo del Muftí, el edificio de la escuela el-Ma'amuniya, el complejo de Simeón el Justo/Shimon HaTzadik y el vecindario de Nahlat Shimon. Según la revista The New Yorker, "la inconsistencia básica de la ley -por la que los judíos pueden reclamar tierra que poseían antes de 1948, pero los palestinos no pueden; que los palestinos encuentran extremadamente difícil, si no imposible, recibir permisos de construcción que son mucho, muchísimo más fácilmente aprobados para los judíos", ha creado un panorama legal ideal del que los colonos pueden aprovecharse. Amiel Vardi, profesor de la Universidad Hebrea de Jerusalén, expresaba una opinión similarː "El hecho indudable es que los colonos que reclaman derechos de propiedad anteriores a 1948 consiguen lo que quieren en Jerusalén Este. Sin embargo, los títulos de propiedad de los palestinos sobre inmuebles en Jerusalén Oeste, que son mucho más fiables, no les sirven para nada. Los derechos de los israelíes son protegidos. Los palestinos, simplemente, no tienen derechos."
En 2001, un grupo de colonos israelíes se colaron en una parte sellada de la casa de la familia al-Kurd y se negaron a irse, afirmando que la propiedad había pertenecido anteriormente a judíos. En 2008, la Corte del Distrito de Jerusalén dictaminó que la propiedad de Shimon Hatzadik pertenecía al Comité de la Comunidad Sefardí. Las familias árabes mantendrían un estatus protegido de inquilinos siempre y cuando pagaran un alquiler, pero varias familias se negaron a pagar por vivir en lo que consideraban sus casas y fueron desahuciadas. Los al-Kurds fueron desahuciados en noviembre de 2008 y Muhammad al-Kurd, el cabeza de familia, murió once días después. La decisión del tribunal se basó en una factura de venta de época otomana cuya autenticidad se puso en duda en 2009, sobre la base de que el edificio no había sido vendido sino tan solo alquilado a sus inquilinos judíos. Umkamel al-Kurd, viuda de Muhammad, siguió protestando contra el desahucio mediante una acampada en Jerusalén Este.
Los abogados de las familias judías argumentaron que los documentos del Imperio Otomano usados originalmente para demostrar que una organización judía sefardí había comprado la tierra en disputa durante el siglo XIX eran válidos, mientras que los abogados de las familias palestinas trajeron consigo documentos de los archivos otomanos en Estambul que indicaban que la organización judía que afirmaba haber comprado la tierra solamente la había alquilado y, por lo tanto, no es su legítima propietaria. La familia al-Kurd afirma que, cuando presentaron a los jueces estas nuevas pruebas, les dijeron que "es demasiado tarde". Además, las familias palestinas y aquellos que las apoyan mantienen que los documentos otomanos que el Tribunal Supremo de Israel había dado por buenas eran en realidad falsificaciones, por lo que el dictamen y los desahucios basados en dicho dictamen deberían ser revertidos. El abogado de las familias judías hizo hincapié en que los documentos de propiedad eran auténticos según diversos tribunales israelíes.
En agosto de 2009 un tribunal israelí desahució a 60 personas (incluidos 22 niños) de las familias al-Hanoun y al-Ghawi de sus hogares en Sheij Yarrah, a los que se mudaron familias judías, basándose en un dictamen del Tribunal Supremo de Israel que decidió que las propiedades habían pertenecido a judíos. El coordinador de las Naciones Unidas para el Proceso de Paz en Oriente Medio, Robert Serry, condenó la decisiónː "Estas acciones aumentan la tensión y socavan los esfuerzos internacionales de crear las condiciones necesarias para unas negociaciones fructíferas que consegan la paz". El Departamento de Estado de los Estados Unidos lo calificó de una violación de las obligaciones de Israel conforme a la Hoja de Ruta para la Paz. El consulado británico, por su parte, se mostró "consternado" por los desahucios, afirmando que "La posición de Israel de que el alojamiento de los colonos extremistas en este antiguo barrio árabe es una cuestión que atañe a los tribunales y al municipio es inaceptable. Sus acciones son incompatibles con el deseo de paz expresado por Israel. Apremiamos a Israel a no permitir a estos extremistas a fijar la agenda". El negociador palestino Saeb Erekat declaróː "Esta noche, mientras estos nuevos colonos extranjeros se estén poniendo cómodos en estas casas palestinas, 19 nuevos niños sin techo se habrán quedado sin un lugar en el que dormir". Yakir Segev, del ayuntamiento de Jerusalén, respondióː "Este es un asunto judicial. Es una disputa civil entre familias palestinas y las de los colonos israelíes en torno a quién es el legítimo propietario de esas viviendas... La ley israelí es la única que estamos obligados a obedecer."
En julio de 2017, Israel anunció la construcción de 1800 nuevas viviendas en Jerusalén Este, consideradas ilegales bajo el derecho internacional por estar construidas en territorio ocupado. Entre dichas viviendas se encuentra una yeshivá de ocho plantas en el barrio de Sheij Yarrah, que según la organización pacifista Peace Now (Paz Ahora) implicará la demolición de casas de habitantes palestinos del barrio. En agosto de 2017, una pareja de octogenarios palestinos recibió una nueva orden de desahucio en Sheij Yarrah tras haber vivido 53 años en dicha vivienda. Su expulsión ya había sido decretada en 2013, pero un juez decidió postergarla alegando que "no vemos el sentido de la expulsión de alguien de su casa, y menos cuando la persona en cuestión es anciana y ha vivido allí tantos años". El 13 de agosto, el exfiscal general de Israel Michael Ben Yair declaró a las puertas del hogar de esta pareja de ancianos que los desahucios en Sheij Yarrah eran "injustos", en referencia a la ley que permite a los judíos reclamar propiedades de Jerusalén Este que les pertenecieron antes de 1948, pero no permite a los palestinos reclamar propiedades en Jerusalén Oeste o en el resto de Israel que poseían antes de esa misma fecha. Poco después, el 25 de agosto, Arieh King (líder de Israel Land Fund, una organización cuyo objetivo es la judaización de Jerusalén Este) declaró que "Sheij Yarrah está en mitad de una revolución", añadiendo que en unos 10 años su organización instalaría a unas 500 familias judías en este barrio palestino. La pareja de octogenarios, junto a otros seis miembros de su familia, fueron finalmente desahuciados el 5 de septiembre de 2017, siendo expulsados de su casa por unidades especiales de la policía israelí. Ese mismo día, la casa fue ocupada por colonos judíos.
A comienzos de 2021, las protestas volvieron a las calles de Sheij Yarrah ante la inminencia de un sentencia del Tribunal Supremo de Israel que podría suponer la expulsión de más de 70 personas de cuatro familias distintas. A fecha de mayo de 2021, unas 200 familias de Jerusalén Este estaban pendientes de una orden de desahucio (70 de ellas en Sheij Yarrah) para que sus casas sean ocupadas por colonos judíos ultraderechistas y nacionalistas. El posible desahucio de estas familias de Sheij Yarrah fue uno de los casus belli del conflicto entre la Franja de Gaza e Israel de 2021.
El 26 de mayo, el Secretario de Estado de los Estados Unidos, Antony Blinken, reiteró la oposición estadounidense a los desahucios en Sheij Yarrah. Las tensiones en el barrio persistieron tras el final del conflicto de mayo de 2021, y el 25 de mayo, durante una protesta, una chica palestina de 16 años sufrió la fractura de una vértebra y dificultades respiratorias después de que un policía israelí le disparase una bala de goma en la espalda cuando volvía a su casa siguiendo órdenes de la propia policía. Días después, una reportera de la cadena catarí Al-Jazeera fue golpeada y detenida por la policía israelí acusada de haber agredido a los policías.
Los desahucios se reanudaron en enero de 2021, cuando una familia de 11 miembros fue expulsada de su casa por decenas de policías israelíes a las 3:00 de la madrugada. Minutos después, su vivienda fue demolida. El desahucio fue condenado por políticos palestinos e israelíes y por diplomáticos europeos. El diputado israelí Mossi Raz, del partido Meretz, declaró: "Como ladrones en la noche, los policías llegaron para expulsar a la familia Sailhiya a la gélida calle. Estas son las vidas de los palestinos de Jerusalén Este". Por su parte, el ayuntamiento de Jerusalén informó de que utilizará la parcela en la que se encontraba la vivienda de esta familia para la construcción de una escuela para niños con necesidades especiales y varias guarderías.
El 15 de abril de 2024, un tribunal israelí ordenó la expulsión de una familia palestina de veinte miembros en Sheij Yarrah antes del 20 de julio del mismo año. La familia, que había estado viviendo en esa casa desde 1955, dijo tener documentos que acreditaban que la administración jordana estaba en proceso de concederles la titularidad de la vivienda cuando Israel conquistó y ocupó Jerusalén Este en 1967.

## Lugares de interés

### Santuarios y tumbas

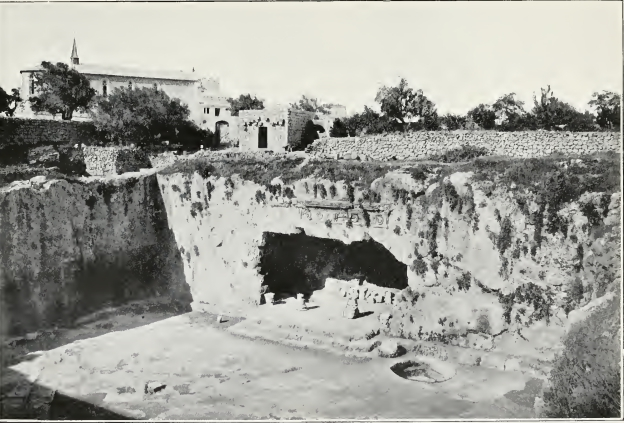
Tumba de los Reyes (1903)

La presencia judía en Sheij Yarrah se centró en la tumba de Shimon HaTzadik, uno de los últimos miembros de la Gran Asamblea, el organismo que gobernó a los judíos tras su exilio babilónico. Según el Talmud babilónico, Shimon HaTzadik conoció a Alejandro Magno cuando el ejército macedonio pasó por la zona y le convenció de no destruir el Segundo Templo. Durante años, los judíos hicieron peregrinajes a Sheij Yarrah, algo que quedó reflejado en diversos libros de viajes. En 1876, unos judíos compraron la cueva y la zona adyacente, plantada con 80 ancianos olivos, por 15 000 francos. Docenas de familias judías construyeron casas en esta propiedad.
Por otro lado, en Sheij Yarrah se ubica una mezquita medieval que está dedicada a uno de los soldados de Saladino, así como la Catedral Anglicana de San Jorge y la Tumba de los Reyes.

### Casa de Oriente

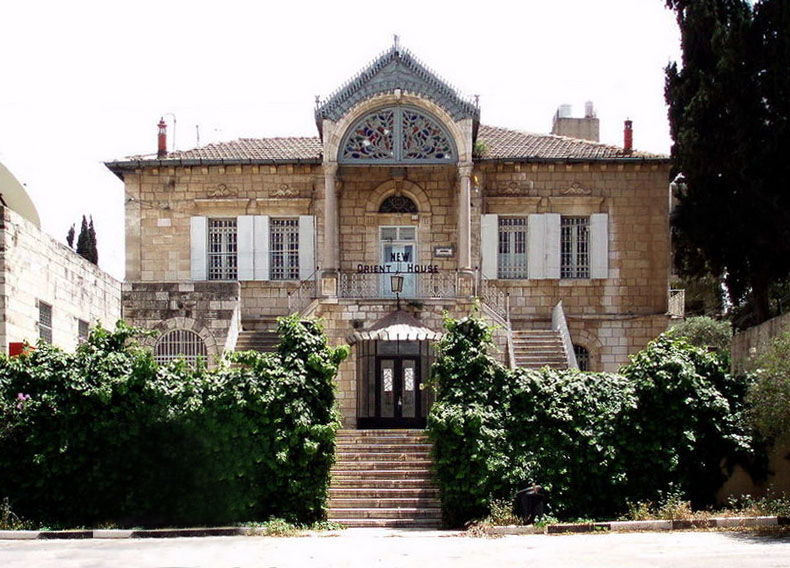
Casa de Oriente

La Casa de Oriente es un edificio emblemático ubicado en Sheij Yarrah, que entre otras funciones fue hogar de la familia Husseini a finales del siglo XIX, sede de la Sociedad de Estudios Árabes durante las décadas de 1980 y 1990 y oficina diplomática de la Organización para la Liberación de Palestina en Jerusalén. Fue cerrada por las autoridades israelíes en 2001.

### Hospital Oftalmológico San Juan de Jerusalén
El Hospital Oftalmológico San Juan de Jerusalén es una institución de la Orden de San Juan que proporciona servicios oftalmológicos a la población de los territorios ocupados de Cisjordania, la Franja de Gaza y Jerusalén Este. Sus pacientes son tratados sin importar su raza, religión o situación económica. El hospital abrió sus puertas en 1882 en la Carretera de Hebrón, justo frente al Monte Sion. El edificio de Sheij Yarrah se inauguró en 1960 en la calle Nashashibi.

### Hospital francés de San José
El hospital francés de San José se encuentra situado al otro lado de la calle del Hospital Oftalmológico San Juan de Jerusalén y lo gestiona una organización de beneficencia católica francesa. Este hospital privado cuenta con 73 camas y tres salas de operaciones, unidad de tratamiento coronario, rayos X, laboratorios, clínica para pacientes externos, medicina interna, cirugía, neurocirugía, cirugía pediátrica, otorrinolaringología y ortopedia.

### Hotel Shepherd

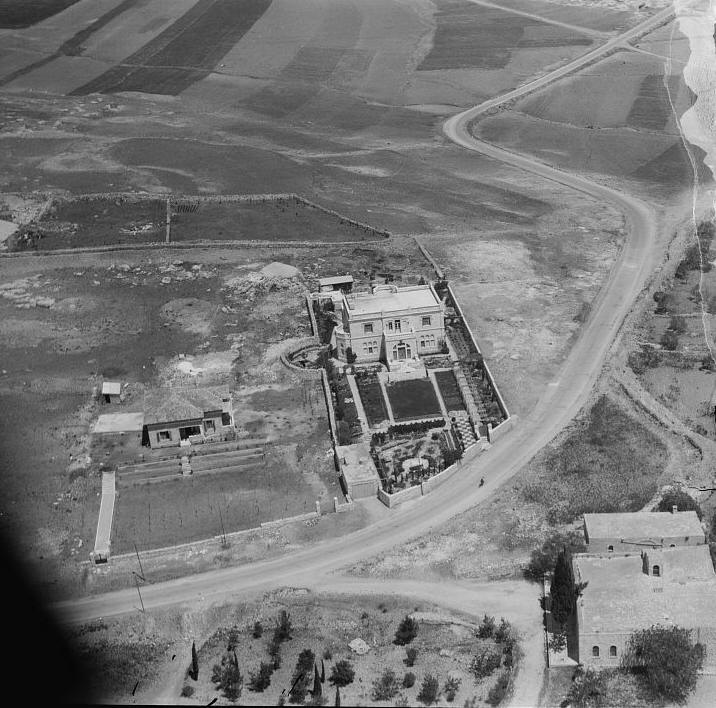
Vista aérea del Hotel Shepherd (1933)

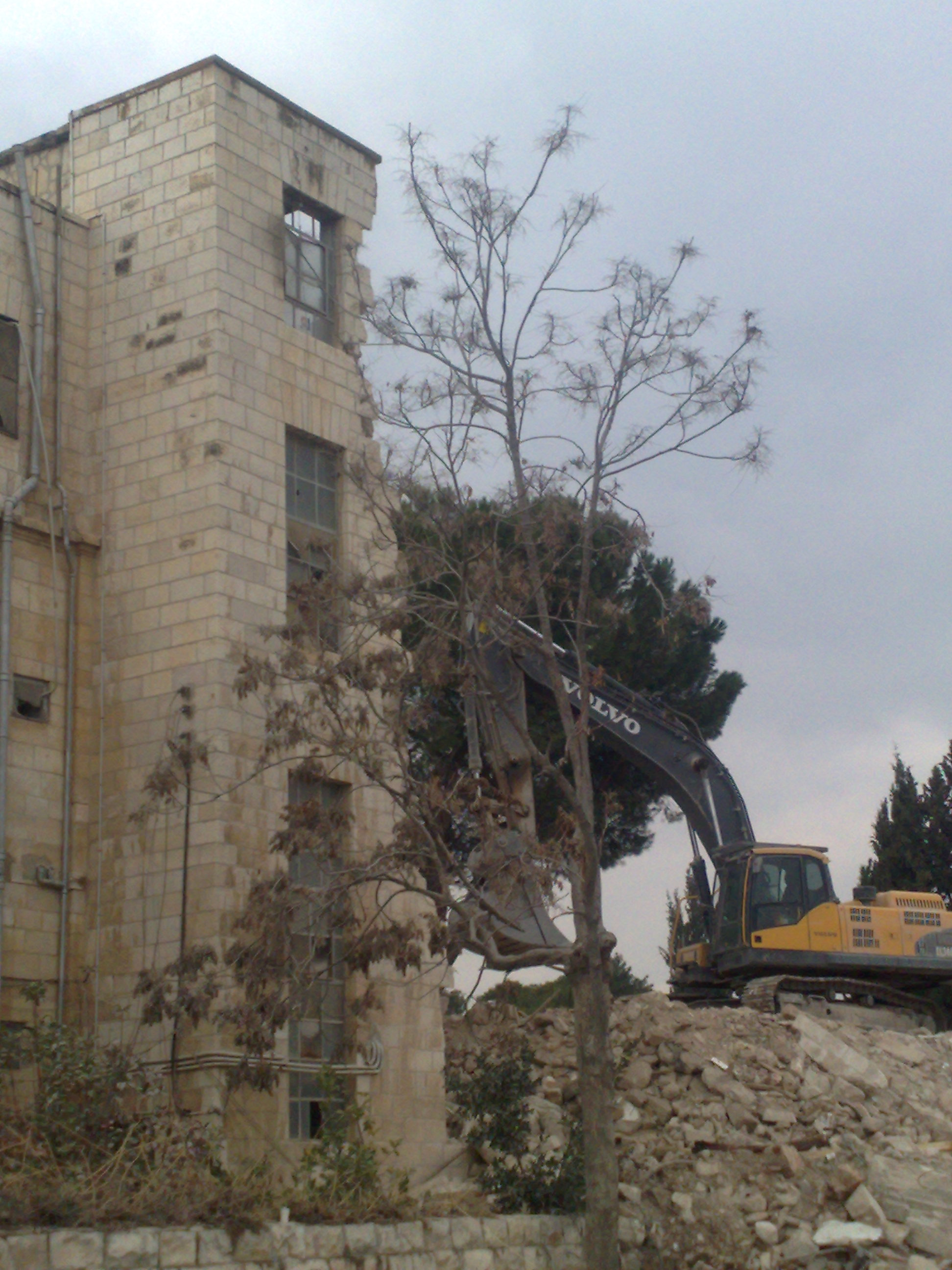
Demolición del Hotel Shepherd (2011)

El Hotel Shepherd en Sheij Yarrah fue originalmente una mansión construida para el Gran Muftí de Jerusalén. Este, que nunca llegó a vivir en ella, transfirió sus derechos de propiedad a su secretario personal, George Antonius, así como a su esposa Katy. Tras la muerte de Antonius en 1942, su viuda invitó a gran parte de la élite jerosolimitana a su casa, a la vez que mantenía una relación altamente publicitada con el comandante de las fuerzas británicas en Palestina, Evelyn Barker. En 1947, el grupo terrorista judío Irgún voló una vivienda cercana, por lo que Katy Antonius dejó su casa y un regimiento de los Scottish Highlanders se estacionó en ella. Tras la guerra árabe-israelí de 1948, el edificio fue administrado por las autoridades jordanas y convertido en un hotel para peregrinos. Tras la toma de Jerusalén Este por parte de Israel en 1967, el edificio se convirtió en sede de la Policía de Fronteras israelí y en tribunal de distrito. El millonario judío estadounidense Irving Moskowitz lo compró en 1985 y siguió usándolo como un hotel tras haberlo renombrado como Shefer Hotel. En 2007, cuando Moskowitz comenzó a planear la construcción de 122 apartamentos en lugar del hotel, el gobierno británico condenó la iniciativa. En 2009 se modificó el plan, aunque siguió siendo condenado por los gobiernos británico y estadounidense. En 2009 se concedió permiso para construir 20 apartamentos cerca del hotel; el ayuntamiento de Jerusalén anunció oficialmente dicho permiso el 23 de marzo de 2010, horas antes de que el primer ministro israelí Benjamin Netanyahu se reuniese con el presidente estadounidense Barack Obama. El diario israelí Haaretz informó de que "una estructura ya existente en la zona será destruida para hacer sitio a nuevas viviendas, mientras que el histórico Hotel Shepherd permanecerá intacto. También se construirán un aparcamiento de tres plantas y una carretera de acceso." Sin embargo, el hotel se demolió finalmente el 9 de enero de 2011.

## Documentales y películas
El documental de 2012 My Neighbourhood (Mi Barrio) trata sobre la vida en el barrio de Sheij Yarrah. Está protagonizado por Mohammed al-Kurd, codirigido por Julia Bacha y Rebekah Wingert-Jabi, y fue coproducida por Just Vision y Al Jazeera.